# 1908 w literaturze
Wydarzenia literackie w 1908 roku.

## Nowe książki
- polskie
  - Stefan Żeromski – Dzieje grzechu
- zagraniczne
  - Gilbert Keith Chesterton – Człowiek, który był Czwartkiem (The Man Who Was Thursday)
  - Lucy Maud Montgomery – Ania z Zielonego Wzgórza (Anne of Green Gables)
  - James Oliver Curwood – Łowcy wilków

## Nowe dramaty
- zagraniczne
  - Maurice Maeterlinck – Niebieski ptak (L'Oiseau Bleu)
  - Octave Mirbeau – Ognisko (Le Foyer)

## Nowe poezje
- polskie
  - Maria Konopnicka – Rota
- zagraniczne
  - Ezra Pound
    - A Lume Spento
    - A Quinzaine for This Yule

## Nowe prace naukowe
- zagraniczne
  - Georg Simmel – Socjologia (Soziologie)

## Urodzili się
- 9 stycznia – Simone de Beauvoir, francuska pisarka, filozofka i feministka (zm. 1986)
- 10 stycznia – Beata Hłasko, polska tłumaczka literatury skandynawskiej (zm. 1975)
- 16 stycznia – Pawieł Nilin, radziecki pisarz, dramaturg i scenarzysta (zm. 1981)
- 18 stycznia – Jacob Bronowski, brytyjski pisarz i naukowiec polsko-żydowskiego pochodzenia (zm. 1974)
- 6 lutego – Geo Bogza, rumuński krytyk literacki, poeta i dziennikarz (zm. 1993)
- 5 marca – Teodor Parnicki, polski pisarz (zm. 1988)
- 13 marca – Stefan Majchrowski, polski pisarz (zm. 1988)
- 22 marca – Louis L’Amour, amerykański pisarz (zm. 1988)
- 7 kwietnia – Fu Lei, chiński krytyk literacki i tłumacz literatury francuskiej (zm. 1966)
- 29 kwietnia – Jack Williamson, amerykański pisarz science fiction (zm. 2006)
- 23 maja – Annemarie Schwarzenbach, szwajcarska pisarka i dziennikarka (zm. 1942)
- 25 maja – Theodore Roethke, amerykański poeta (zm. 1963)
- 26 maja – Aleksiej Arbuzow, rosyjski dramaturg (zm. 1986)
- 28 maja – Ian Fleming, brytyjski pisarz, twórca postaci Jamesa Bonda (zm. 1964)
- 9 czerwca – Elżbieta Wassongowa, polska tłumaczka literatury pięknej, redaktor książek (zm. 2007)
- 12 czerwca – Moufdi Zakaria, algierski poeta (zm. 1977)
- 25 czerwca – Hirsz Oszerowicz, żydowski poeta tworzący w jidysz (zm. 1994)
- 27 czerwca – João Guimarães Rosa, brazylijski pisarz (zm. 1967)
- 30 czerwca – Winston Graham, brytyjski pisarz, autor powieści historycznych (zm. 2003)
- 19 lipca – Jozef Brandobur, słowacki tłumacz i publicysta (zm. 1976)
- 22 lipca – Jerzy Kornacki, polski prozaik (zm. 1981)
- 23 lipca – Elio Vittorini, włoski prozaik i tłumacz literatury amerykańskiej (zm. 1966)
- 21 sierpnia – Mary Margaret Kaye, brytyjska pisarka (zm. 2004)
- 23 sierpnia – Arthur Adamov, francuski pisarz rosyjskiego pochodzenia (zm. 1970)
- 28 sierpnia – Robert Merle, francuski pisarz (zm. 2004)
- 31 sierpnia – William Saroyan, amerykański pisarz ormiańskiego pochodzenia (zm. 1981)
- 4 września – Richard Wright, amerykański pisarz (zm. 1960)
- 9 września – Cesare Pavese, włoski powieściopisarz, poeta i tłumacz (zm. 1950)
- 15 września – Miško Kranjec, słoweński pisarz (zm. 1983)
- 19 września – Mika Waltari, fiński pisarz (zm. 1979)
- 10 października – Mercè Rodoreda, katalońska pisarka (zm. 1983)
- 23 października – Abdurachman Awtorchanow, czeczeński pisarz i publicysta (zm. 1997)
- 8 listopada – Martha Gellhorn, amerykańska dziennikarka, reporterka i korespondentka wojenna (zm. 1998)
- 12 listopada – Hans Werner Richter, niemiecki pisarz (zm. 1993)
- 23 listopada – Nelson S. Bond, amerykański pisarz (zm. 2006)
- 2 grudnia – Helena Bechlerowa, polska pisarka i tłumaczka (zm. 1995)
- 11 grudnia – Aleksander Janta-Połczyński, polski prozaik, poeta, publicysta i tłumacz (zm. 1974)
- 13 grudnia – Helena Romanowska, radziecka pisarka narodowości polskiej (zm. 1980)
- 14 grudnia – Mária Szepes, węgierska pisarka, autorka książek dla dzieci, sztuk teatralnych (zm. 2007)
- 25 grudnia
  - Mieczysław Bibrowski, polski dziennikarz, poeta i tłumacz (zm. 2000)
  - Quentin Crisp, angielski pisarz i aktor (zm. 1999)

## Zmarli
- 9 stycznia – Wilhelm Busch, niemiecki autor satyrycznych wierszowanych opowiadań kreskowych, poeta (ur. 1832)
- 14 stycznia – Holger Drachmann, duński pisarz i poeta (ur. 1846)
- 15 stycznia – James Ryder Randall, amerykański poeta (ur. 1839)
- 16 stycznia – Margaret Jane Mussey Sweat, amerykańska poetka i prozaiczka (ur. 1823)
- 11 marca – Edmondo De Amicis, włoski pisarz (ur. 1846)
- 28 kwietnia – Alexander Posey, amerykański poeta (ur. 1873)
- 7 maja – Ludovic Halévy, francuski powieściopisarz, dramaturg i librecista (ur. 1834)
- 23 maja – François Coppée, francuski poeta i dramaturg (ur. 1842)
- 23 czerwca – Doppo Kunikida, japoński nowelista i poeta (ur. 1871)
- 3 lipca – Joel Chandler Harris, amerykański pisarz (ur. 1848)
- 5 lipca – Jonas Lie, norweski pisarz (ur. 1833)
- 10 sierpnia – Louise Chandler Moulton, amerykańska prozaiczka, poetka i krytyczka (ur. 1835)
- 17 sierpnia – Radoje Domanović, serbski pisarz (ur. 1873)
- 29 września – Machado de Assis, brazylijski poeta i pisarz (ur. 1839)
- 1 listopada – Julia Abigail Fletcher Carney, amerykańska poetka (ur. 1823)
- 8 listopada – Victorien Sardou, francuski dramaturg (ur. 1831)
- Édouard Dessommes, amerykański pisarz francuskojęzyczny (ur. 1845)

## Nagrody
- Nagroda Nobla – Rudolf Eucken
- Nagroda Goncourtów – Francis de Miomandre, Ecrit sur l'eau